# Raúl Guerra Garrido
Raúl Guerra Garrido   (Madrid, 4 d'abril de 1935 - Sant Sebastià, 2 de desembre de 2022) fou un escriptor espanyol.

## Biografia
Nascut en 1935 en Madrid, però d'ascendència lleonesa, va viure la seva infància en Cacabelos, a la comarca d'El Bierzo. Va obtenir el doctorat de Farmàcia. En 1960 es va establir al País Basc, residint des d'aquest any a Sant Sebastià, en la qual ha exercit com a farmacèutic comunitari.
En 1969 publicà la novel·la Ni héroe ni nada, a la que seguirà en 1970 Cacereño, narració narració amb concomitàncies biogràfiques, que es refereix al tema de l'emigració al País Basc. En 1971, apareix l'assaig divulgatiu Medicamentos españoles, editat per Dopesa, sobre el món del medicament i la professió farmacèutica. En 1976, guanya el Premi Nadal, per la seva novel·la Lectura insólita del capital, que ha estat reeditada per Destinació l'any 2001 amb motiu del seu 25 aniversari. En ella, un industrial basc és segrestat per un grup abertzale i per suportar el seu tancament disposa tan sol d'un únic llibre: una versió resumida de El capital de Karl Marx. En 1987, Mondadori va publicar La mar es mala mujer, de la qual es va fer una versió cinematogràfica a càrrec de Ferran Llagostera, amb el mateix Garrido com a coguionista. Ha conreat també la novel·la negra i policíaca amb títols com Escrito en un dólar (Planeta, 1983), La costumbre de morir i Tantos inocentes, (Espasa narrativa, 1996),guardonada en 1997 amb el Premi novel·la negra de la Ciutat de Gijón. En el 2000 va publicar El otoño siempre hiere.
Fou membre fundador del Fòrum Ermua i va defensar actituds polítiques crítiques amb el nacionalisme basc i el pacte d'Estella. Va escriure articles alertant sobre la fractura social a Euskadi. La seva oficina de Farmàcia al barri d'Altza de Sant Sebastià va sofrir diversos atacs de kale borroka, que el juliol del 2000 van acabar per deixar completament calcinat l'establiment, després de la qual cosa Guerra Garrido va decidir clausurar-la definitivament. L'any 2006 li va ser concedit el Premi Nacional de les Lletres Espanyoles. També va ser guardonat amb la Medalla al Mèrit Constitucional i la gran creu de l'Orde d'Alfons X el Savi atorgades pel Govern d'Espanya.

## Obres

### Novel·la
- Quien sueña novela (Alianza Editorial, 2010). Premio Fernando Quiñones 2009
- El Otoño Siempre Hiere (Muchnik Editors, 2000)
- Castilla en Canal (Muchnik Editors, 1999)
- Tantos Inocentes (Espasa Narrativa, 1996). Premio Novela Negra de la ciudad de Gijón 1997
- El Síndrome de Scott (Editorial Espasa Calpe, 1993)
- La carta (Ediciones de la Plaza, 1990)
- La mar es mala mujer" (Editorial Mondadori, 1987)
- El año del Wolfram" (Editorial Planeta, 1984). Finalista del Premio Planeta 1984
- Escrito en un dólar (Editorial Planeta, 1983)
- La costumbre de morir (DiscoLibro,1981)
- Copenhague no existe (Ediciones Destino, 1979)
- Lectura insólita de 'El Capital' (Ediciones Destino, 1977). Premio Eugenio Nadal 1976
- Hipótesis (Ediciones Destino, 1975)
- La fuga de un cerebro" (Editorial Nacional, 1973)
- ¡Ay! (Richard Grandio, 1972) Premio Ciudad de Oviedo 1972
- El pornografo (Literoy, 1971)
- Cacereño (Alfaguara, 1970)
- Ni Héroe ni nada (Literoy, 1969)

### Narrativa curta
- Viaje a una provincia de interior (Ámbito, Valladolid,1990)
- Maitasun objetu eztizkoa ("Dulce Objeto de amor") (La Primitiva Casa Baroja, 1988)
- La sueca desnuda (Ediciones Noega, Gijón, 1984)
- Micrófono oculto(Ediciones vascas, San Sebastián, 1980)

### Assaig
- Esto no es un ensayo sobre Miró (Marfil, Valencia,1994)
- Mis más bellas derrotas (Libertarias, Madrid, 1994)
- El Telemirón" (CAP, San Sebastián, 1982)
- Medicamentos españoles" (Dopesa, Barcelona, 1972)